# ریه کیمورا
ریه کیمورا (انگلیسی: Rie Kimura؛ زادهٔ ۳۰ ژوئیهٔ ۱۹۷۱) بازیکن فوتبال اهل ژاپن است که در تیم ملی فوتبال زنان ژاپن بازی کرده‌است.